# Verdicchio dei Castelli di Jesi

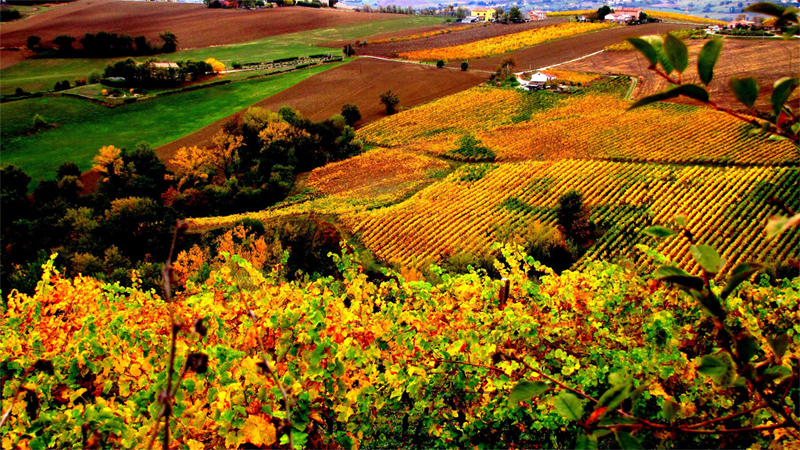
La zona di produzione vicino a Montecarotto.

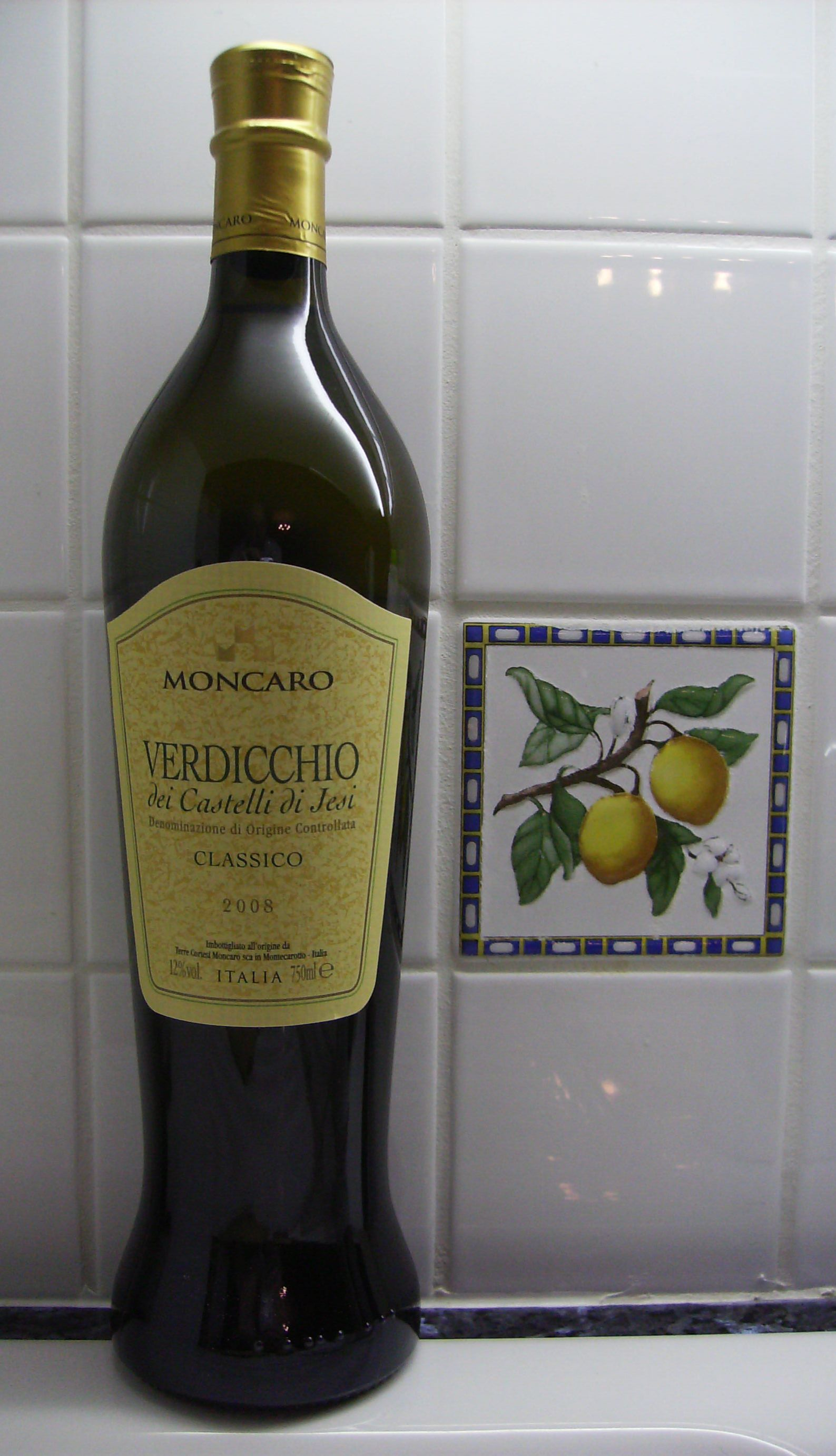
Verdicchio dei castelli di Jesi nella classica bottiglia Anfora

Il Verdicchio dei Castelli di Jesi è un vino a Denominazione di Origine Controllata (DOC) prodotto nelle province di Macerata e di Ancona

## Vitigni con cui è consentito produrlo
- Verdicchio minimo 85%.
- Altri vitigni a bacca bianca idonei alla coltivazione nella regione Marche nella misura massima del 15%

## Tecniche di produzione
Per i nuovi impianti e i reimpianti la densità non può essere inferiore a 2 200 ceppi/ha.
È vietato l'allevamento a tendone.
È consentita l'irrigazione di soccorso.
Tutte le operazioni di vinificazione, invecchiamento e imbottigliamento, debbono essere effettuate nella zona DOCG.

## Caratteristiche organolettiche
- colore giallo paglierino tenue;
- odore: delicato, caratteristico;
- sapore: asciutto, armonico, con retrogusto gradevolmente amarognolo;

## Abbinamenti consigliati
Si abbina alla cucina marinara: antipasti di pesce anche crudo, paste/risotti/zuppe di pesce, grigliate miste di pesce, pesce arrosto in particolare pescatrice/rombo/spigola. Accompagna anche le carni bianche in particolare il coniglio

## Produzione
Provincia, stagione, volume in ettolitri
- Ancona  (1990/91)  19.462,0
- Ancona  (1991/92)  22.411,0
- Ancona  (1992/93)  22.229,0
- Ancona  (1993/94)  20.751,0
- Ancona  (1994/95)  18,659,4
- Ancona  (1995/96)  20.921,1
- Ancona  (1996/97)  21.897,04
- Macerata  (1993/94)  8.502,55